# Ксироливадо
Ксироливадо (на гръцки: Ξηρολίβαδο, катаревуса: Ξηρολίβαδον, Ксироливадон) е село в Република Гърция, област Централна Македония, дем Бер. Селото традиционно има влашко население.

## География
Селото е разположено на 1220 метра надморска височина в южните части на планината Каракамен (на гръцки Вермио), на 19 километра югозападно от демовия център Бер (Верия). Край селото има малко езеро, наречено Бара.

## История

### В Османската империя
В XIX век Ксироливадо е село в Берска каза на Османската империя. Александър Синве („Les Grecs de l’Empire Ottoman. Etude Statistique et Ethnographique“) в 1878 година пише, че в Ксено-ливади (Xeno-Livadhi), Берска епархия, живеят 7800 гърци. В книгата си „Аромъне“, издадена в 1894 година, Вайганд определя Ксеро-Ливадон като влашко село, чифлик, със 150 фамилии. „Тѣзи аромѫне сѫ дошли тука въ това столѣтие изъ Авдела и Периволи. Тѣ прѣкарватъ зимата въ равнината: една часть отива за Вериа, а друга къмъ Ниауста... Аромѫнското население изъ селата, вслѣдствие енергическото застѫпвание на ханджията Гога отъ Вериа, е въодушевено отъ националната идеа, а аромѫнетѣ отъ града се числятъ къмъ гръцката партия.“
„Това село съ своитѣ 100 едноетажни колиби, които иматъ остри покриви, прави особенно впечатлѣние. Видѣхъ много лѣтни села, кѫщитѣ на които бѣха съ здрава направа и добра нареда, повечето двуетажни, но видѣхъ и колиби, съградени отъ плѣтъ и слама. Тукъ всичкитѣ кѫщи сѫ съградени отъ камъкъ, но не сѫ измазани съ хоросанъ. За да не влиза вѣтърътъ въ стаитѣ, тѣ сѫ измазани съ глина. Стѣнитѣ не сѫ по високи отъ единъ човѣшки ръстъ, а покривитѣ, напротивъ сѫ твърдѣ високи. Тѣзи аромѫне произхождатъ отъ Периволи и Авдела, дѣто сѫ прѣвикнали на здравичко. Тѣзи имъ згради за да не бѫдатъ твърдѣ здрави, причината е, може би, тази, че тѣ принадлѣжатъ на двама души: единия турчинъ, а другия гъркъ отъ Вериа, а не сѫ собственность на самитѣ аромѫне. Така че това лѣтно село прилича повече на чифликъ, само съ тази разлика, че жителитѣ се занимаватъ само съ скотовъдство, а не и съ земледѣлие.“
В 1900 година според Васил Кънчов („Македония. Етнография и статистика“) в Ксероливадон живеят 850 власи християни. Същите данни дава и секретарят на Българската екзархия Димитър Мишев („La Macédoine et sa Population Chrétienne“), според когото в 1905 година в Ксероливадон (Kserilivadon) има 850 власи.

### В Гърция
През Балканската война в 1912 година в селото влизат гръцки части и след Междусъюзническата в 1913 година Ксироливадо остава в Гърция. В преброяванията от 1913 и 1920 година селото не се споменава. В това от 1928 година са регистрирани 40 души, всички мъже, тоест става дума за власи скотовъдци, които пасат тук своите стада.
| Година    | 1913 | 1920 | 1928 | 1940 | 1951 | 1961 | 1971 | 1981 | 1991 | 2001 | 2011 | 2021 |
| --------- | ---- | ---- | ---- | ---- | ---- | ---- | ---- | ---- | ---- | ---- | ---- | ---- |
| Население |      |      | 40   | 645  |      | 7    | 2    | 54   | 117  | 39   | 96   | 26   |

## Личности
Родени в Ксироливадо
- Георге Чяра (1881 – 1939), румънски поет
- Илие Чяра (1923 – 2004), румънски поет
- Йоан Зяна, румънски учител във Воден
- Константинос Самарас (Κωνσταντίνος Σαμαράς), гръцки андартски деец, четник[9]
- Льольо Ксироливадитис, гръцки военен и революционер

Други
- Спиридон Льольос (1817 – 1884), гръцки юрист, по произход от Ксироливадо